# Martinez Lake, Arizona
Martinez Lake je naseljeno područje za statističke svrhe u američkoj saveznoj državi Arizona. Prema popisu stanovništva iz 2010. u njemu je živjelo 798 stanovnika.